# Neuilly-sur-Eure
Pour les articles homonymes, voir Neuilly.
Ne doit pas être confondu avec Neuilly (Eure), une commune de l'Eure.
Neuilly-sur-Eure est une ancienne commune française, située dans le département de l'Orne en région Normandie, devenue le 1er janvier 2016 une commune déléguée au sein de la commune nouvelle de Longny les Villages.
Elle est peuplée de 623 habitants.

## Géographie
La commune de Neuilly-sur-Eure s'étend sur 2 147 hectares dans le Perche et se trouve dans la partie orientale du parc naturel régional du Perche.
Elle est traversée par l'Eure qui, à 10 km de sa source, n'est qu'un ruisseau.
| La Lande-sur-Eure (comm. nouv. de Longny les Villages)          | La Lande-sur-Eure (comm. nouv. de Longny les Villages) | La Ferté-Vidame (Eure-et-Loir), Manou (Eure-et-Loir) |
| La Lande-sur-Eure (comm. nouv. de Longny les Villages), Le Mage | Neuilly-sur-Eure                                       | Manou (Eure-et-Loir)                                 |
| Le Mage                                                         | Moutiers-au-Perche                                     | Les Menus                                            |

## Toponymie
Le nom de la localité est attesté sous la forme Neuilli[Quand ?][réf. nécessaire].
Le toponyme Neuilly semble issu d'un anthroponyme roman Nobilus, Nobilis ou Novilius.
L'Eure est une rivière qui prend sa source dans la région naturelle du Perche et qui coule dans les départements de l'Orne, d'Eure-et-Loir, de l'Eure et de la Seine-Maritime.
Le gentilé est Neuillois.

## Histoire
Vers 1859, une sépulture antique (peut-être de l'époque des Celtes) fut découverte sur le territoire de la commune.
À la même époque, on trouva également (dans les « landes de Neuilly ») un reste d'ancienne chaussée pavée (voie romaine reliant Dreux au Mans?).
Lors de la Révolution de 1789, un nouveau découpage administratif remplace les doyennés religieux et crée des cantons. Neuilly est chef-lieu de l'un d'eux. Le choix de cette agglomération rurale est alors susceptible de lui donner un rôle important : on y trouverait généralement un juge de paix, un agent voyer, un percepteur et une brigade de gendarmerie… Le jour du décadi, on y célébrere les mariages civils… Mais cette situation est temporaire car lors du redécoupage cantonal de l'an IX (1801), le nombre de cantons est réduit et celui de Neuilly ne fut pas maintenu.
Entre 1913 et 1935, la ligne de Mortagne-au-Perche à La Loupe fait halte à la « gare » de Neuilly-sur-Eure. Ce tramway rural voie ferrée d'intérêt local, à voie métrique, tantôt longe la route, tantôt a son assise spécifique. Les trains de marchandises et de voyageurs sont primitivement tractés par des machines à vapeur Piguet 030 T. Après la Première Guerre mondiale, les passagers ont également à leur disposition des automotrices à essence Autorails De Dion-Bouton. Ce moyen de transport — construit trop tardivement — est remplacé en 1935 par des camions et des autocars plus performants (rapidité, confort…) sur décision du  conseil général de l'Orne.
Le 1er janvier 2016, Neuilly-sur-Eure intègre avec sept autres communes la commune de Longny les Villages créée sous le régime juridique des communes nouvelles instauré par la loi no 2010-1563 du 16 décembre 2010 de réforme des collectivités territoriales. Les communes de La Lande-sur-Eure, Longny-au-Perche, Malétable, Marchainville, Monceaux-au-Perche, Moulicent, Neuilly-sur-Eure et Saint-Victor-de-Réno deviennent des communes déléguées et Longny-au-Perche est le chef-lieu de la commune nouvelle.

## Politique et administration
| Période                                  | Période       | Identité          | Étiquette | Qualité           |
| ---------------------------------------- | ------------- | ----------------- | --------- | ----------------- |
| ?                                        | mars 2001     | Georges Lancelin  |           |                   |
| mars 2001                                | décembre 2015 | Christian Baillif | SE        | Agent de maîtrise |
| Les données manquantes sont à compléter. |               |                   |           |                   |

## Démographie
En 2021, la commune comptait 623 habitants. Depuis 2004, les enquêtes de recensement dans les communes de moins de 10 000 habitants ont lieu tous les cinq ans (en 2006, 2011, 2016, etc. pour Neuilly-sur-Eure) et les chiffres de population municipale légale des autres années sont des estimations.
Neuilly-sur-Eure a compté jusqu'à 1 050 habitants en 1836.
| 1793 | 1800 | 1806 | 1821 | 1836  | 1841 | 1846  | 1851  | 1856 |
| ---- | ---- | ---- | ---- | ----- | ---- | ----- | ----- | ---- |
| 842  | 839  | 949  | 994  | 1 050 | 988  | 1 034 | 1 042 | 997  |

| 1861 | 1866 | 1872 | 1876  | 1881 | 1886 | 1891 | 1896 | 1901 |
| ---- | ---- | ---- | ----- | ---- | ---- | ---- | ---- | ---- |
| 989  | 994  | 957  | 1 014 | 822  | 770  | 762  | 759  | 714  |

| 1906 | 1911 | 1921 | 1926 | 1931 | 1936 | 1946 | 1954 | 1962 |
| ---- | ---- | ---- | ---- | ---- | ---- | ---- | ---- | ---- |
| 698  | 657  | 615  | 611  | 586  | 577  | 639  | 558  | 525  |

| 1968 | 1975 | 1982 | 1990 | 1999 | 2006 | 2011 | 2016 | 2020 |
| ---- | ---- | ---- | ---- | ---- | ---- | ---- | ---- | ---- |
| 510  | 502  | 505  | 469  | 501  | 517  | 629  | 581  | 638  |

## Lieux et monuments
- L'église Saint-Germain (XIXe siècle) fait partie de la paroisse Sainte-Anne, qui regroupe, entre autres, les communes de Neuilly-sur-Eure, Les Menus, Le Pas-Saint-l'Homer et La Lande-sur-Eure.
- Étang des Personnes (en limite avec Le Mage).